# Grabado a media tinta

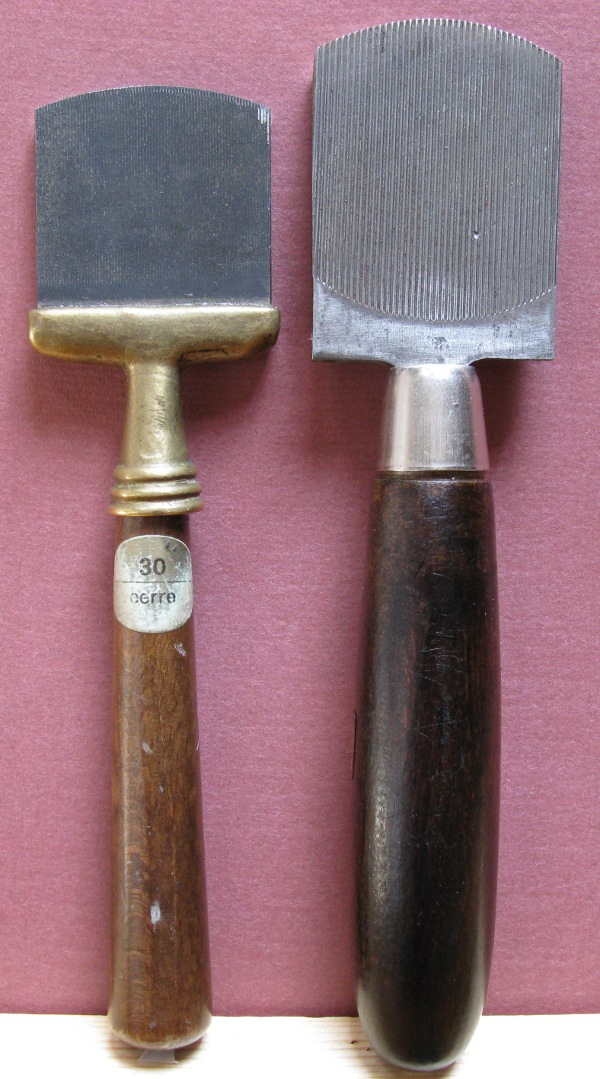
Berceau.

El «grabado a media tinta» (del italiano mezzo-tinta), «grabado a la manera negra» (francés manière noire) o grabado al humo es un método de estampado realizado mediante el grabado en hueco que, a diferencia de otras técnicas de grabado directo como el grabado a buril y la punta seca, puramente lineales, logra reproducir matices y claroscuros. 

## Procedimiento
La plancha debe ser preparada haciendo rugosa su superficie, de modo que el entintado de la misma dé lugar a un negro profundo que posteriormente que se va matizando hasta conseguir los medios tonos y el blanco, mediante un proceso de pulido. Para lograr el granulado de la plancha se utiliza el graneador y el berceau (o raedor), y se consiguen los blancos sobre el negro utilizando bruñidores y rascadores. 
También se puede conseguir el negro utilizando repetidamente la técnica del aguatinta sobre la plancha hasta conseguir un tono negro profundo, siendo conocida esta técnica como «falsa manera negra».
Los instrumentos necesarios son distintos tipos de raedores y el graneador de media tinta, un utensilio pesado con una hoja semicircular dentada, que al aplicarse con un movimiento de balanceo sobre la lámina de cobre deja las marcas de los dientes en la superficie, quedando esta cubierta de finos surcos paralelos bordeados de barbas, como en la técnica del grabado a punta seca.
Es un procedimiento largo y tedioso, pues el artista tiene que trabajar graneando primero en un sentido y después en ángulos rectos en ese sentido, después diagonalmente en los dos sentidos y por último entre todas las diagonales, de modo que toda la superficie quede finamente granulada. Si en esta etapa del proceso se procediera al entintado y estampación de la lámina, la imagen resultante sería de un color negro consistente aterciopelado.
El grabador debe crear la imagen eliminando la rugosidad de la superficie de la plancha, reduciendo o en algunos casos eliminando por completo las marcas del graneador. Cuando la imagen está terminada, se entinta la lámina y se estampa el grabado. La plancha va aplastando progresivamente el granulado, por lo que esta técnica no permite reproducir gran número de ejemplares.
Las gradaciones tonales desde las zonas del negro consistente hasta las del blanco puro producen fuertes contrastes, que hacen la media tinta especialmente adecuada para la técnica del claroscuro, por lo que fue muy utilizada para reproducir pinturas, sobre todo en el siglo XVIII, siendo después su lugar ocupado por el grabado al aguatinta.

## Historia

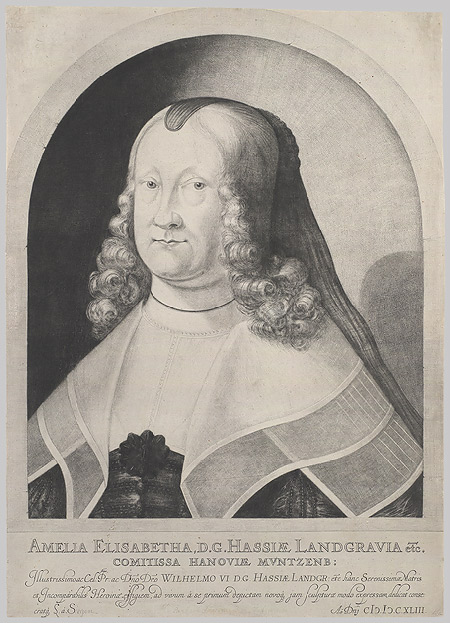
Retrato de Amalia Isabel de Hanau-Münzenberg (1642), de Ludwig von Siegen, primer grabado a media tinta.

Su invención se atribuye al militar alemán Ludwig von Siegen, un teniente coronel al servicio del landgrave Guillermo VI de Hesse-Kassel que en 1642 realizó el retrato de Amalia Isabel de Hanau-Münzenberg en esta técnica. Más adelante estuvo al servicio del príncipe Ruperto del Rin en Bruselas, al que enseñó el procedimiento. Con todo, la autoría de la invención no está del todo establecida. En la fecha en que Siegen efectuó su primer grabado el pintor flamenco Wallerant Vaillant realizó también algunos grabados en esta técnica, por lo que es difícil establecer cuál de los dos fue el primero. Unos años más tarde el historiador del grabado británico John Evelyn adjudicó su invención al príncipe Ruperto, que había publicado en Londres algunas estampas con esta técnica. Por todo ello, en 1656 Siegen empezó a firmar sus obras como «primero y verdadero inventor de este género».